# Biserica de lemn din Moșteni-Greci

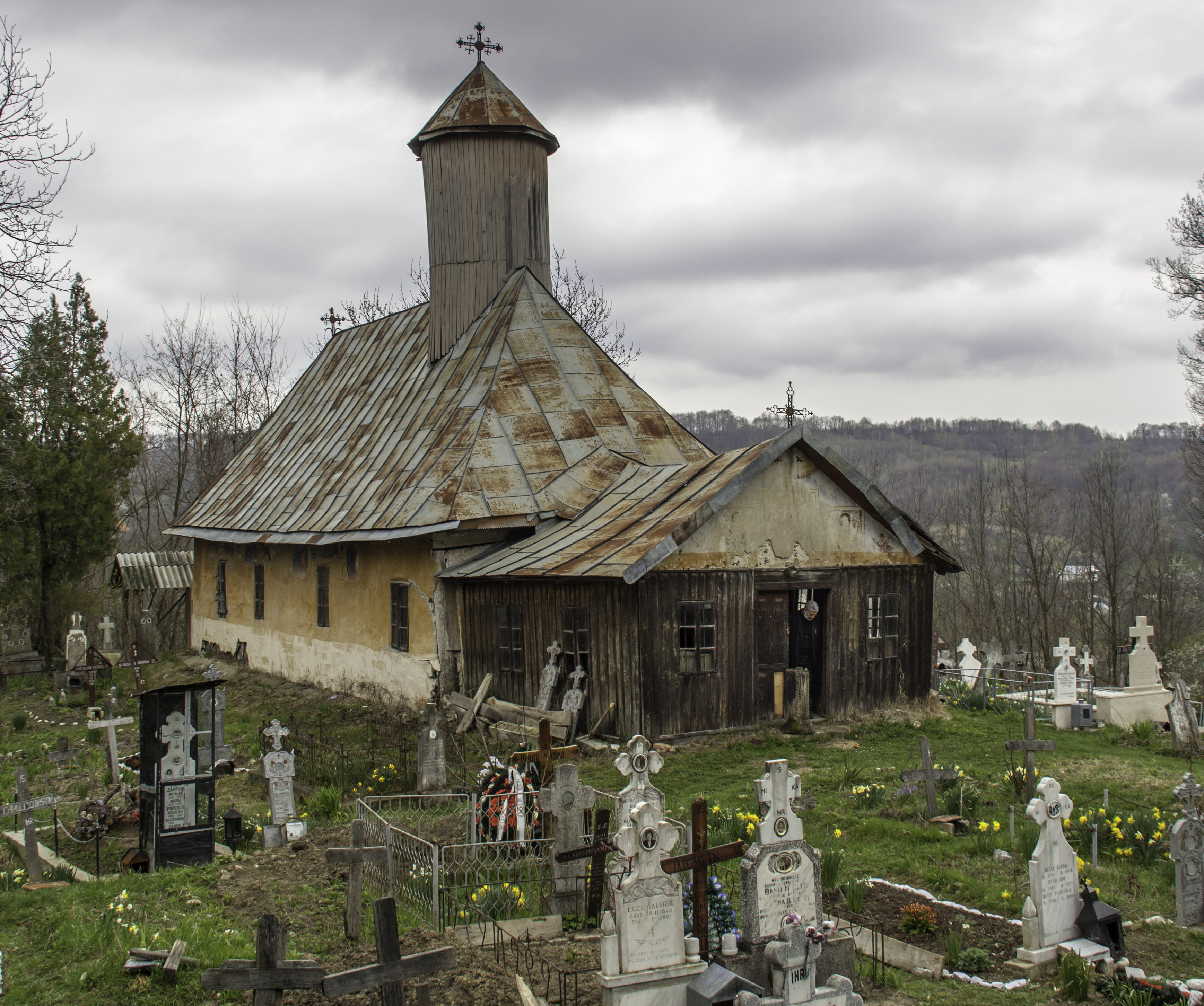
Biserica de lemn din Moşteni-Greci, foto: aprilie 2011

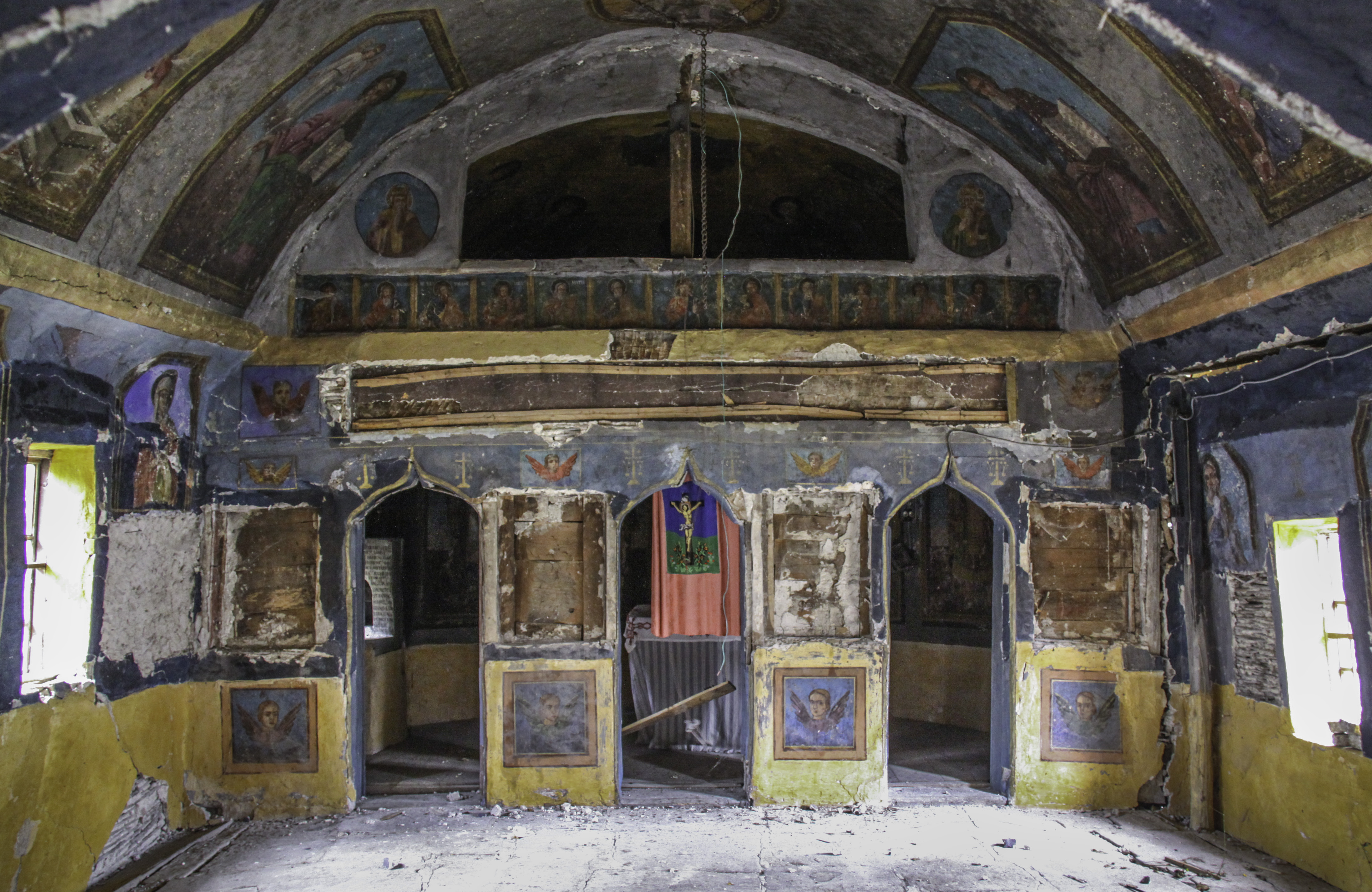
Iconostasul pictat, foto: aprilie 2011

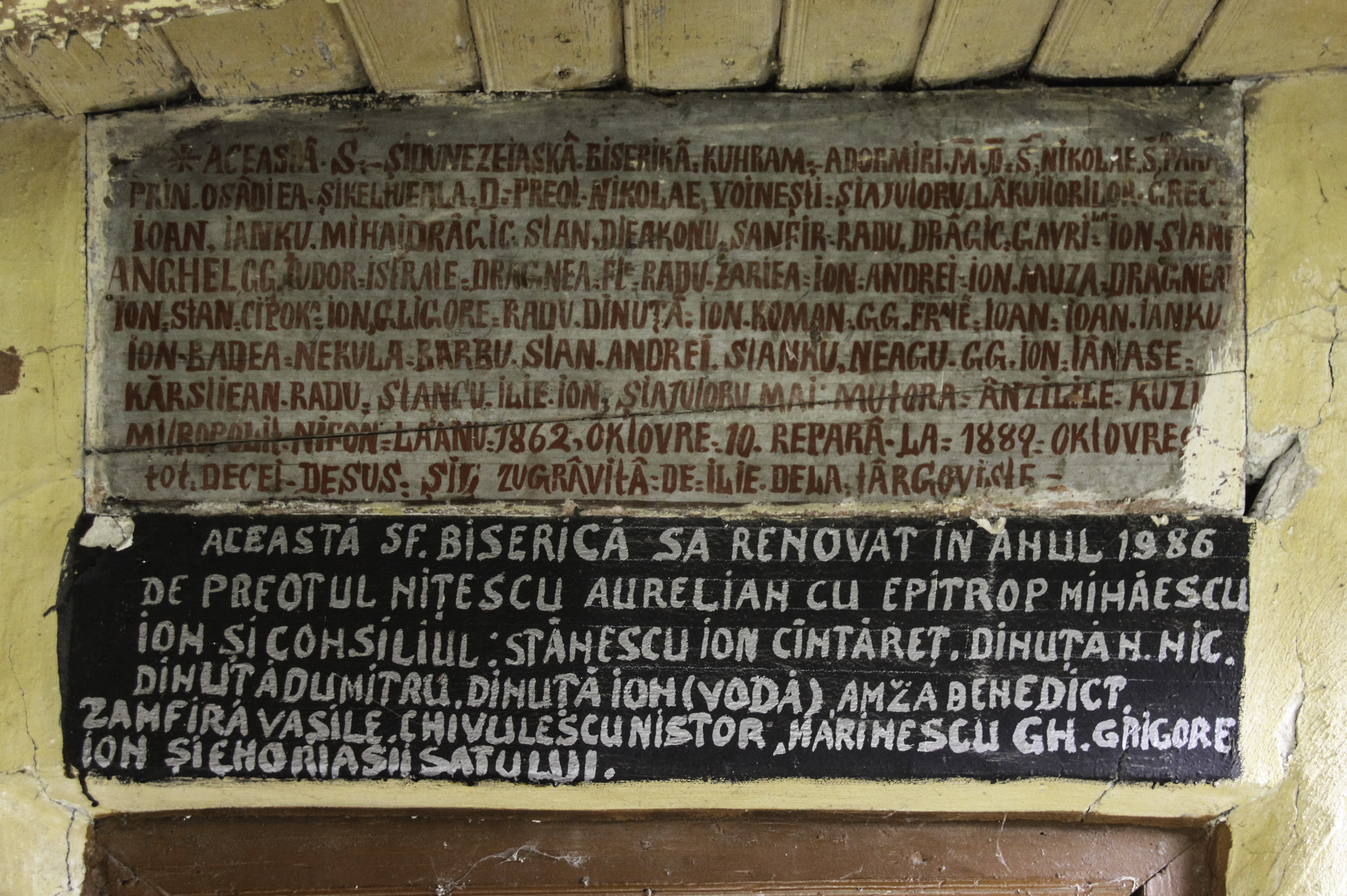
Pisaniile de peste intrare, de la 1889 şi 1986, foto: aprilie 2011

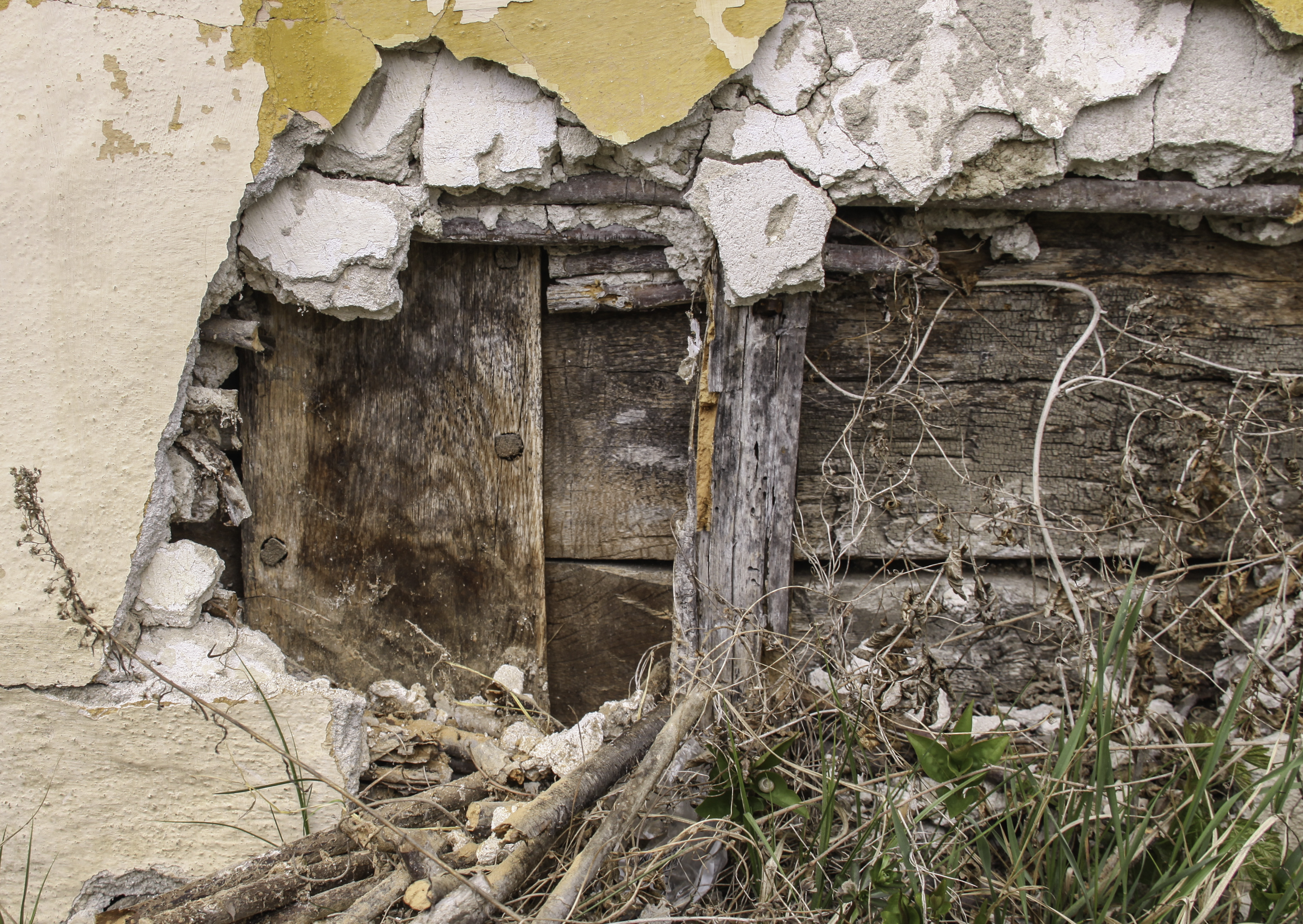
Tehnică de încheiere în căţei, în dreptul peretelui despărţitor dintre tindă şi naos, latura de sud, foto: aprilie 2011

Biserica de lemn din Moșteni-Greci cu hramurile „Adormirea Maicii Domnului”, „Sfântul Nicolae” și „Cuvioasa Paraschiva”, se află în satul Moșteni-Greci, comuna Boțești, județul Argeș. A fost construită în anul 1862 și a fost extinsă în perioada interbelică. Se distinge îndeosebi prin structura de lemn bine păstrată, ridicată în tehnica în căței, una dintre puținele de acest fel rămase în Muntenia. Bolțile sunt formate din structuri ușoare de lemn și împletituri de nuiele, caracteristice epocii. Altarul semicircular este unic pentru arhitectura sacrală de lemn din zonă. Întreaga structură este îmbrăcată în nuiele și tencuită în scopul de a imita construcțiile de zid. Se remarcă și pictura în stil neoclasic semnată de zugravul Ilie Luculescu din Târgoviște, de la 1889, refăcută în 1899. Trăsăturile constructive și decorative indică un efort de modernizare al spațiului de cult, în forme și proporții îndrăznețe, din materiale accesibile și în tehnici tradiționale. Pisaniile, însemnările și pomelnicul surprind atât ctitorii cu faptele lor, cât și modernizarea limbii după adoptarea grafiei latine, din a doua jumătate a secolului 19. Biserica lipsește deocamdată de pe noua listă a monumentelor istorice, însă trăsăturile ei distinctive și valoarea ei regională de martor al unei epoci de reforme politice, sociale și culturale o îndreptățesc la o îngrijire pe măsură.

## Istoric
Biserica de lemn ce dăinuie azi în cimitirul satului, a înlocuit o biserică de lemn mai veche, cu hramul dintâi al „Sfântului Nicolae”. O însemnare de carte amintește de vechea biserică de lemn: „Această sfântă și dumnezeiască evanghelie s-au cumpărat de dumnealui căpitan Stan și s-au dat sf[in]tei biserici unde să prăznuește hram sfăntlu și erarhului Nicolae în satul ce să numește Greci, ca să fie pomenire la tot neamul dumnealui în veci și nestrămutat de la această sf[â]ntă bise[rică]. Stan Căpitanul 1781.”
Momentul ridicării acestui lăcaș, ctitorii și faptele a fost consemnate într-o pisanie peste intrare: „Această S[fântă] și Du[m]nezeiască biserică cu hram[ul] Adormiri[i] M[aicii] D[omnului], S[fântul] Nicolae, S[fânta] Para[schiva] prin osâ[r]diea și cheltueala d[umnealui] preot Nicolae [din] Voinești și ajutorul lăcuitorilor greci Ioan, Iancu, Mihai Drăgic, Stan Dieaconu, Sanfir, Radu Drăgic, Gavrilă, Ion Stancu, Anghel G G Tudor, Istrate, Dragnea, f[e]te, Radu Zariea, Ion, Andrei, Ion Muza, Dragnea, Ion Stan, Cipoca, Ion Gligore, Radu Dinuță, Ion Coman, GG frate, Ioan Ioan, Iancu, Ion Badea, Necula, Barbu Stan, Andrei Stancu, Neagu GG Ion, Tănase, Cărstiean Radu, Stancu Ilie Ion și ajutorul mai mu[l]tora, [s-au fåcut] în zilele Cuzii i mitropolit Nifon, la anu 1862 octo[m]vr[i]e 10.” Biserica inițială avea la intrare un pridvor îngust pe patru stâlpi puternici, pe latura de vest. Îmbrăcarea pereților cu nuiele s-a făcut odată cu structura ușoară de lemn a bolților, în aceeași tehnică. Din aceeași perioadă datează și iconostasul, cu numeroasele sale icoane pictate în tempera pe lemn de stejar, însemnate aproape fiecare de către donatorii lor. La icoanele tâmplei se putea citi, pe Stretenia (Prezentarea lui Iisus la Templu): „Această icoană sa plătit de Dobre”, pe Bunavestire: „Această icoană sa plătit de Dimitrie”, pe Intrarea în Ierusalim: „Această icoană sa plătit de titorii Stan și Maria”, pe Învierea lui Lazăr: „Această icoană sa plătit de Cârstia Anghel”, pe Învierea lui Christos: „Această icoană sa plătit de Bodea Dum...”, pe Schimbarea la față: „Această icoană s-au plătit de Hristea, Radu, Stanca, Elena”, pe Sfânta Treime: „Această icoană au dăruit Neacșu, Stoica”. Cele patru icoane împărătești erau datate din 1863, iar pe icoana prăznicar a sfinților Trifon și Haralambie se putea citi: „1869, Ilie zugravu T[ârgoviște]”. Dintre ctitori se remarcă preotul Nicolae duhovnicul, care a jucat atât rolul de ctitor cât și de îndemnător al comunității în ridicarea și înzestrarea noii biserici. Acesta a lăsat o însemnare în evanghelia bisericii: „Preot N[icolae] duhovnic ce să trage din Voinești făcut preot la 1859 și am scris azi la 1887 enuarie 7 ...”
Pisania peste intrare este încheiată cu mențiunea: „Repară la 1889 octovre și tot de cei de sus Și e zugrăvită de Ilie zugravu de la Târgoviște.”. Din pisanie reiese că biserica a fost reparată și pictată în acel an, atât în interior cât și în exterior. Tot la intrare, pe partea interioară, se păstrează încă o scurtă pisanie, care surprinde o repictare interioară la 1899: „Acestă biserică sa jugrăvit din nou prin stăruința preotului Nicolae, duhovnicu, și ajutoru lăcuitorilor inorieși. Anu 1899 avgust 6, zugrav I L Luculescu, T[ârgu]Viștea.” Ctitorii cei dintâi sunt însemnați la pomelnicul din altar, printre cei vii: „Nicolae pr[eot], Nicolae, Elisaveta, Ion, Io[a]na c[u] f[ii], GG Stana c[u] fii, Sanfir c[u] fii, Ion, Maria, Niculae, Barbu, Maria, Sanfira c[u] f[ii],, Stan Paraschiva c[u] f[ii], Ion, Maria, Ioana c[u] f[ii], Ion, Ilinca, Ion, Cârstia, Ion, Maria, Ion, Zanfira c[u] f[ii], Bucur, Opria c[u] f[ii], Floria, Stanca c[u] f[ii]”. Printre cei morți apar Ioana pr[euteasa], și alți enoriași.
După tragedia incendiului de la biserica de lemn din Costeștii Vechi în anul 1930, când au căzut victimă mulți copii, au fost alterate multe biserici de lemn din zona Argeșului. După anul 1930, biserica din Moșteni-Greci a fost extinsă spre apus cu un privor de scânduri. În axul altarului a fost deschisă o ușă suplimentară, de evacuare. În acest șantier a fost demolat peretele transversal de la intrare în tinda veche iar tălpile turnului a fost întărite cu stâlpi, în tindă.
Pentru secolul 20 sunt surprinse lucrări de reparație de pisania nouă, scrisă sub cea veche, la intrare: „Această sf biserică s-a renovat în anul 1986 de preotul Nițescu Aurelian, cu epitrop Mihăescu Ion și consiliul: Stănescu Ion cântăreț, Dinuță N Nicolae, Dinuță Dumitru, Dinuță Ion (Vodă), Amza Benedict, Zamfira Vasile, Chivulescu Nistor, Marinescu Gh Grigore Ion și enoriașii satului.”

## Trăsături
Lăcașul din Moșteni-Greci a imitat de la început bisericile de zid din zonă. Sub tencuială se distinge însă o biserică de lemn, în linii mari încă ușor de recunoscut în formele sale originale. Structura pereților, atât cât apare la vedere de sub tencuiala căzută, indică o construcție pe stâlpi, a căror goluri laterale, cățeii, mușcă și fixează lobdele/poștele groase, de umplutură, din pereți. Stâlpii sunt fixați jos într-o talpă de lemn iar sus foarte probabil într-o grindă de legătură. Această tehnică constructivă „în căței” a fost identificată și la biserica de lemn din Bumbuia, Dâmbovița, dispărută în anul 2003, la biserica de lemn din Purcăreni, Argeș, dispărută în 2009, și se mai întâlnește la câteva biserici de lemn din câmpia Banatului și Crișanei. Structura aceasta de lemn, fiind greu de izolat, a fost cercuită cu nuiele de alun și apoi tencuită.
Construcția are planul alungit, împărțit de la vest la est în încăperi succesive: pridvor, tindă, naos și altar. Se remarcă lărgimea deosebit de mare a bisericii și altarului, dimensionată pentru o comunitate numeroasă. Lungimea bisericii inițiale se poate lesne determina urmărind pictura murală în interior și exterior, care se termină pe amândouă laturile înainte de fereastra dinspre nord. Parte cea mai de vest a tindei închide vechiul pridvor deschis, cu cei patru stâlpi fasonați cilindric. Vechiul perete de la intrare a fost demolat pentru lărgirea tindei, în prima parte a secolului 20. Demolarea peretelui de intrare a fost compensată de doi stâlpi puternici care susțin tălpile turnului. Odată cu mutarea intrării a fost mutată și pisania de la 1889, cea care a preluat textul celei inițiale de la 1862. Peretele despărțitor, dintre tindă și naos, s-a păstrat pe locul original, și păstrează două goluri mari, laterale ușii centrale. Peretele iconostasului a fost ridicat și zugrăvit odată cu biserica, la 1862. Un element deosebit de rar pentru arhitectura sacrală de lemn din zonă este altarul cu traseu semicircular, ridicat foarte probabil în aceeași tehnică a cățeilor, ca și pereții bisericii. Pridvorul vechi a fost înlocuit cu o structură ușoară de lemn, îmbrăcată cu scânduri, în prima jumătate a secolului 20. Bolțile navei și altarului sunt din împletitură de nuiele, prinse cu cuie de fier în arcuri dublouri, pe extrados. Împletitura este probabil cea originală, din 1862, când a fost tencuită și zugrăvită.
Turnul bisericii se ridică înalt, pe opt stâlpi, așezați pe tălpi peste pereții tindei. Tălpile turnului au fost ulterior întărite în interiorul bisericii cu patru stâlpi.

## Imagini exterioare

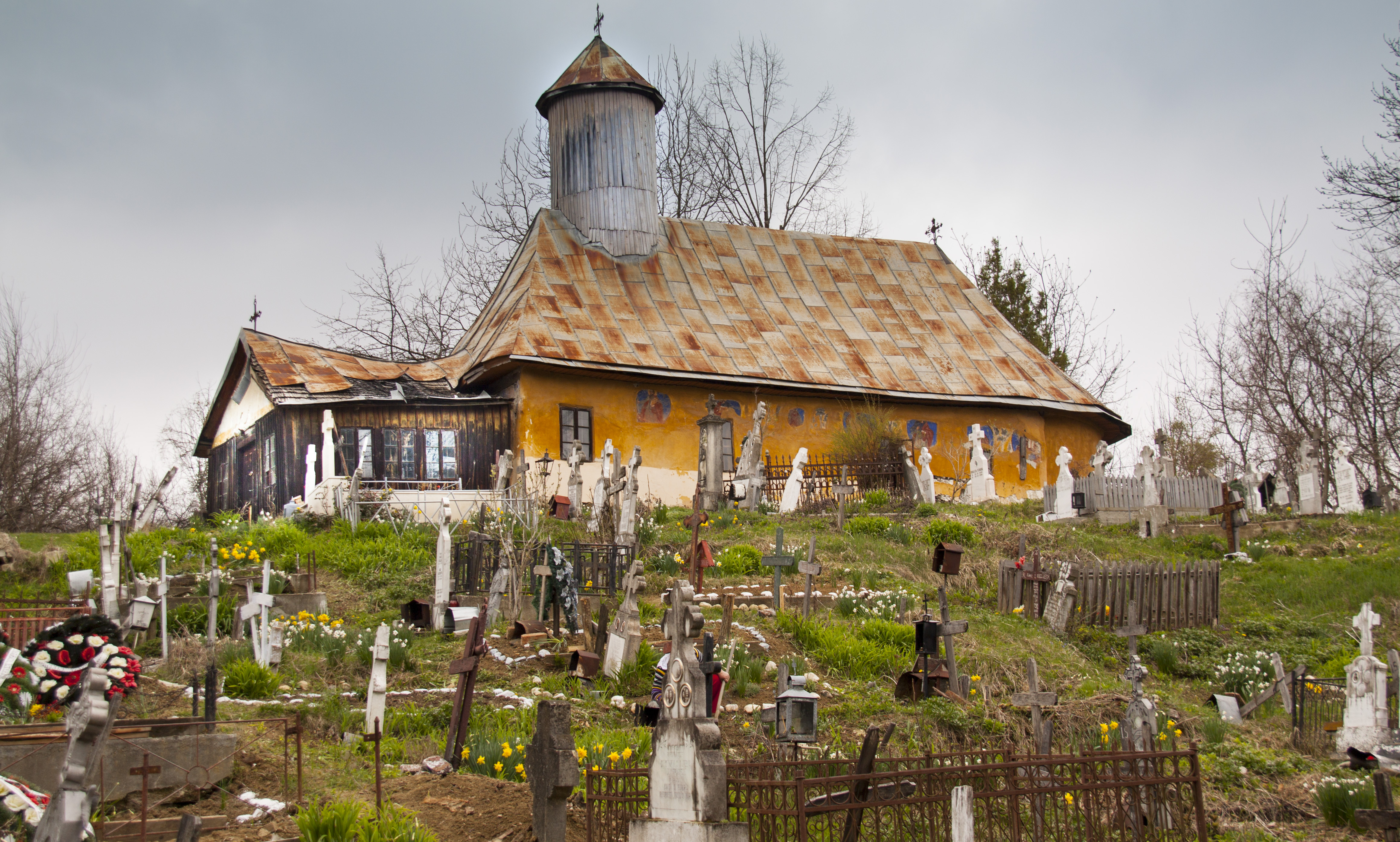
sud
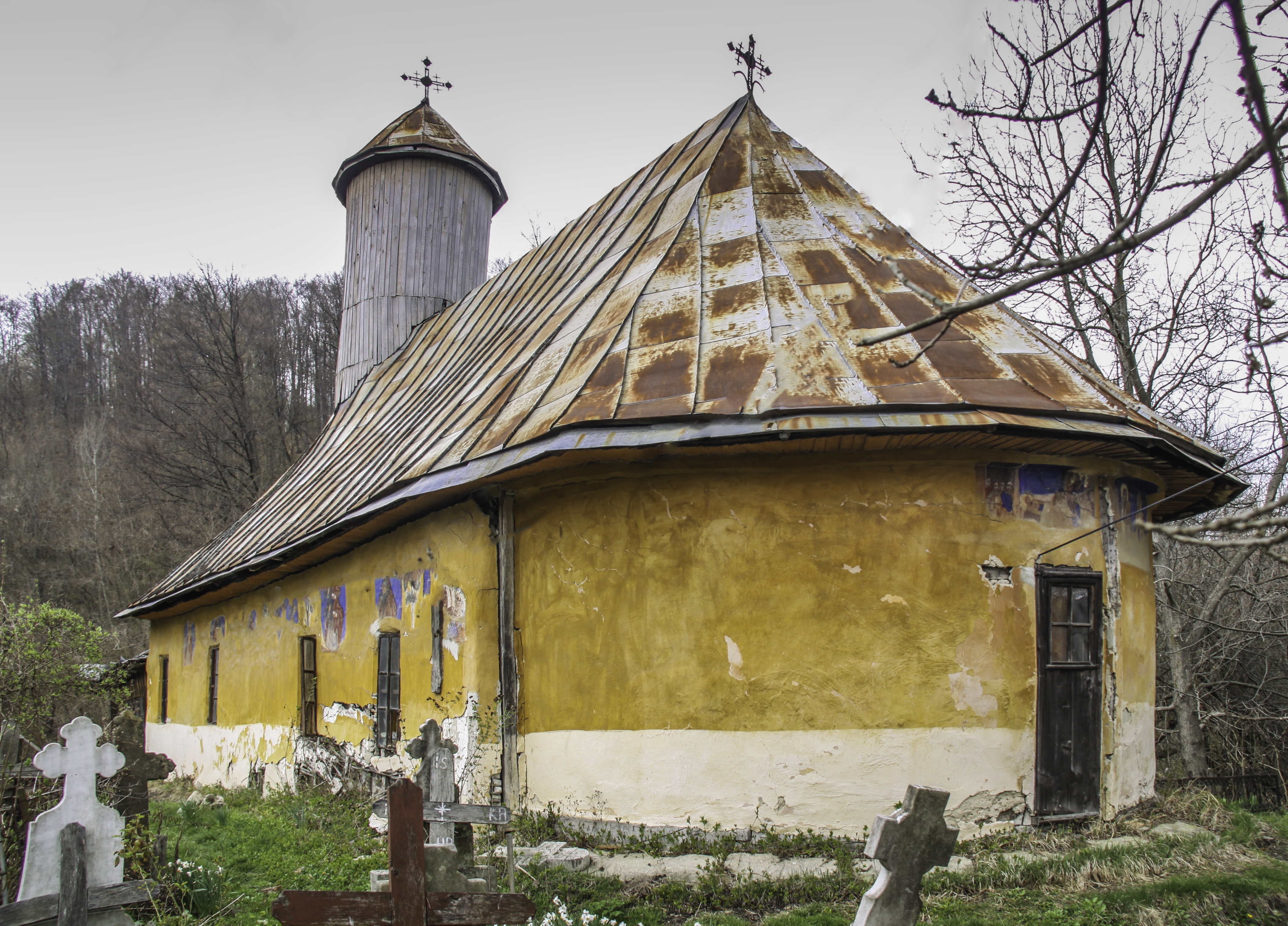
sud-est
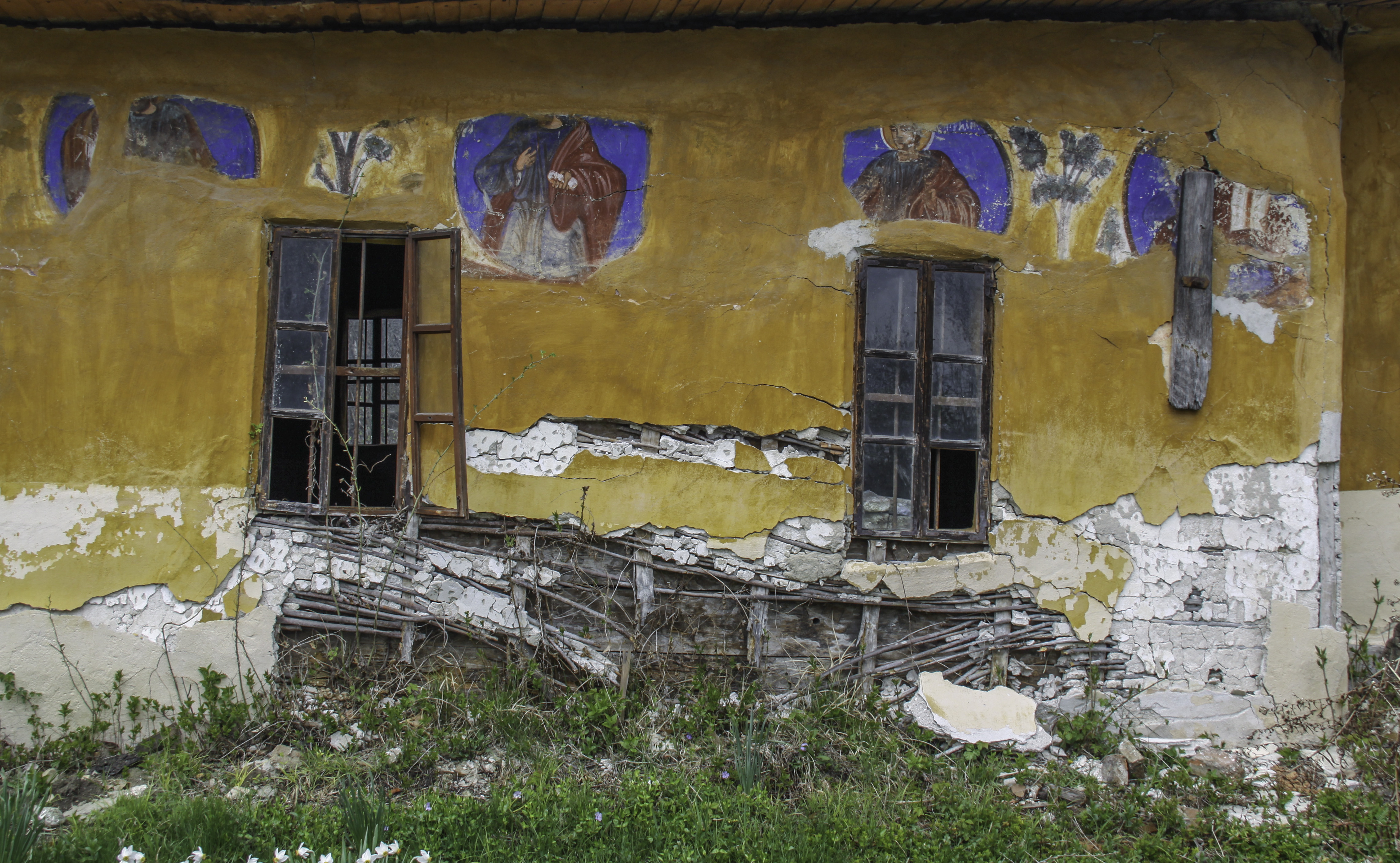
fragmente de pictură pe latura de sud
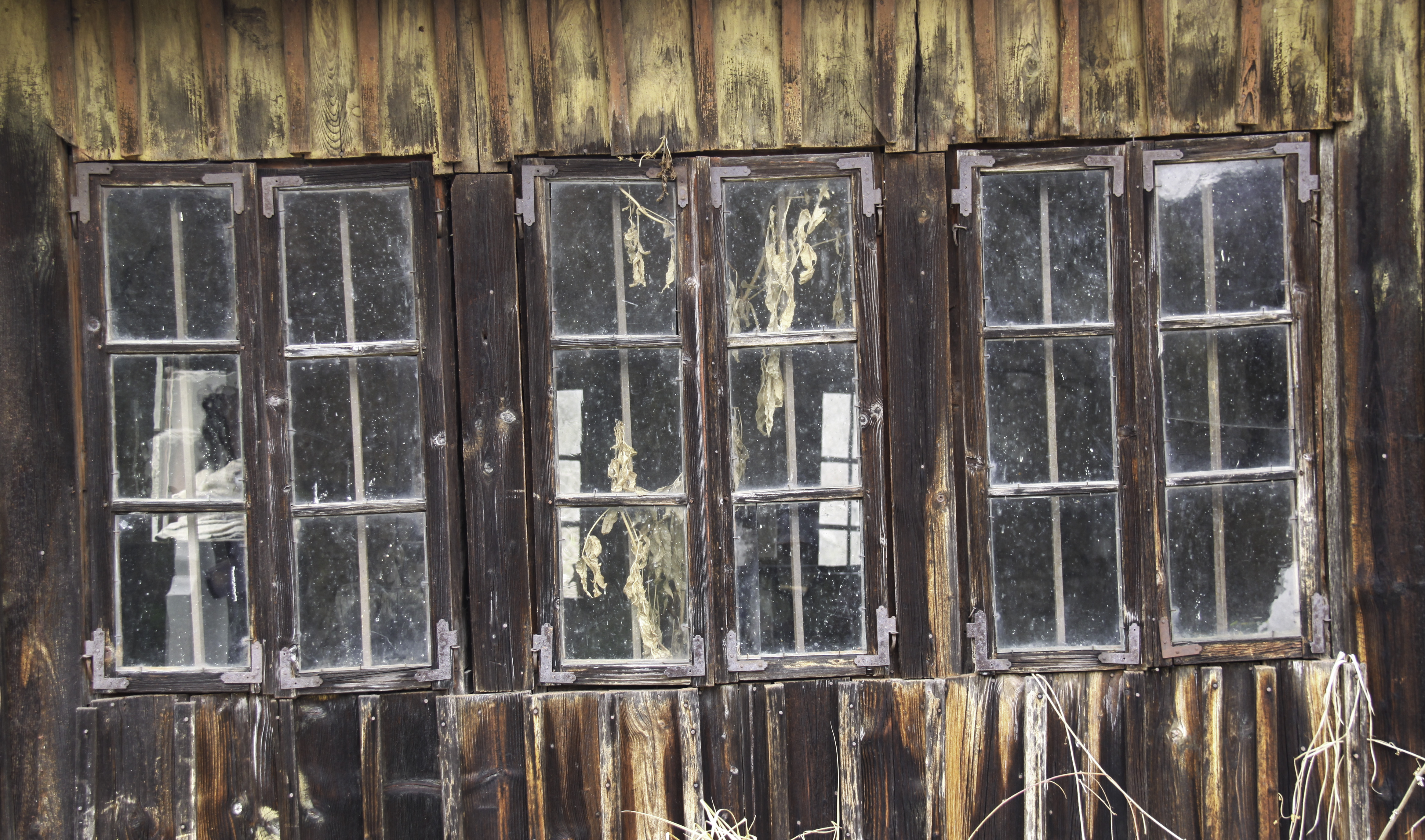
ferestre la pridvor, sud

## Imagini interioare

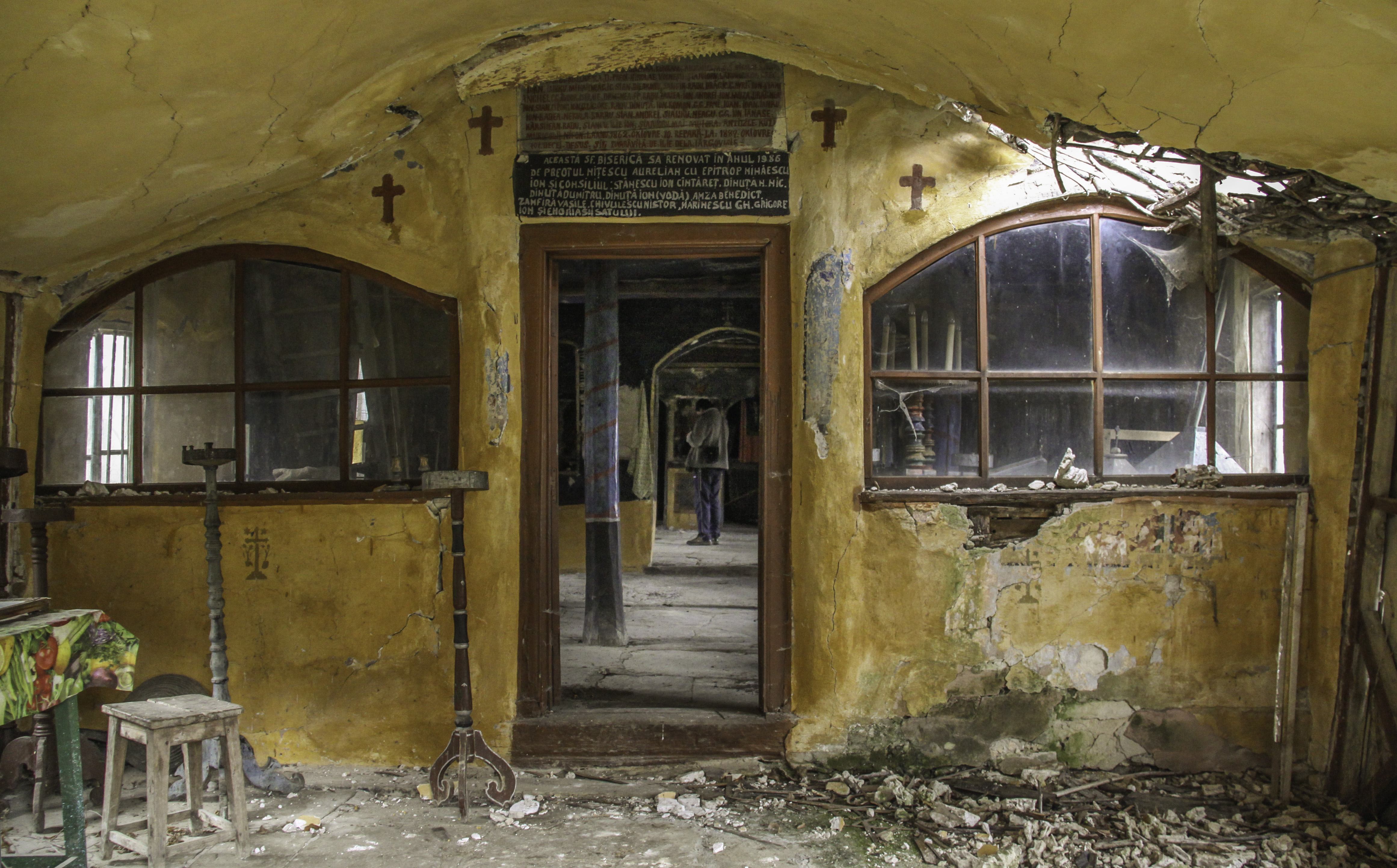
vechea intrare în pridvorul bisericii
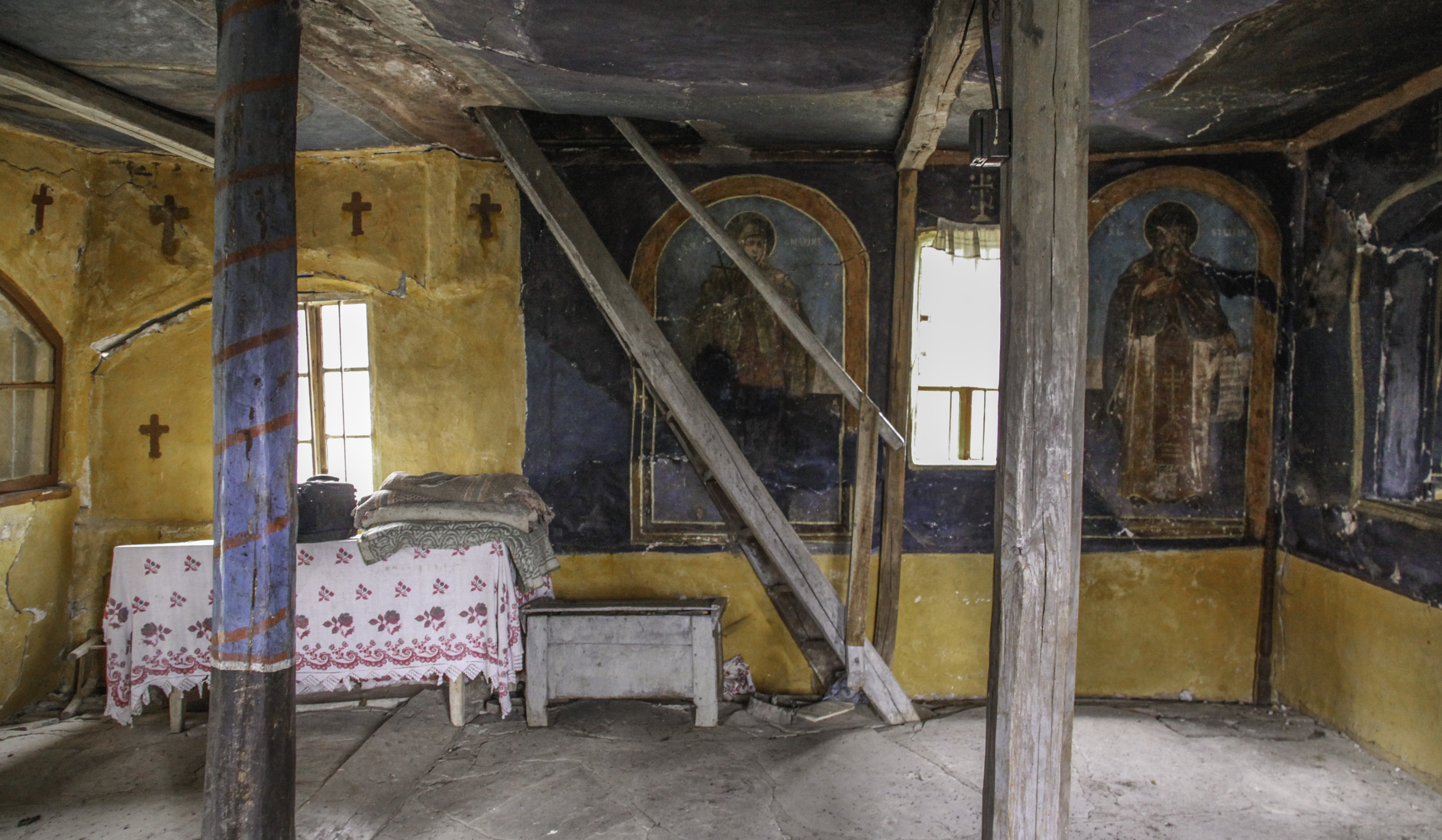
tinda
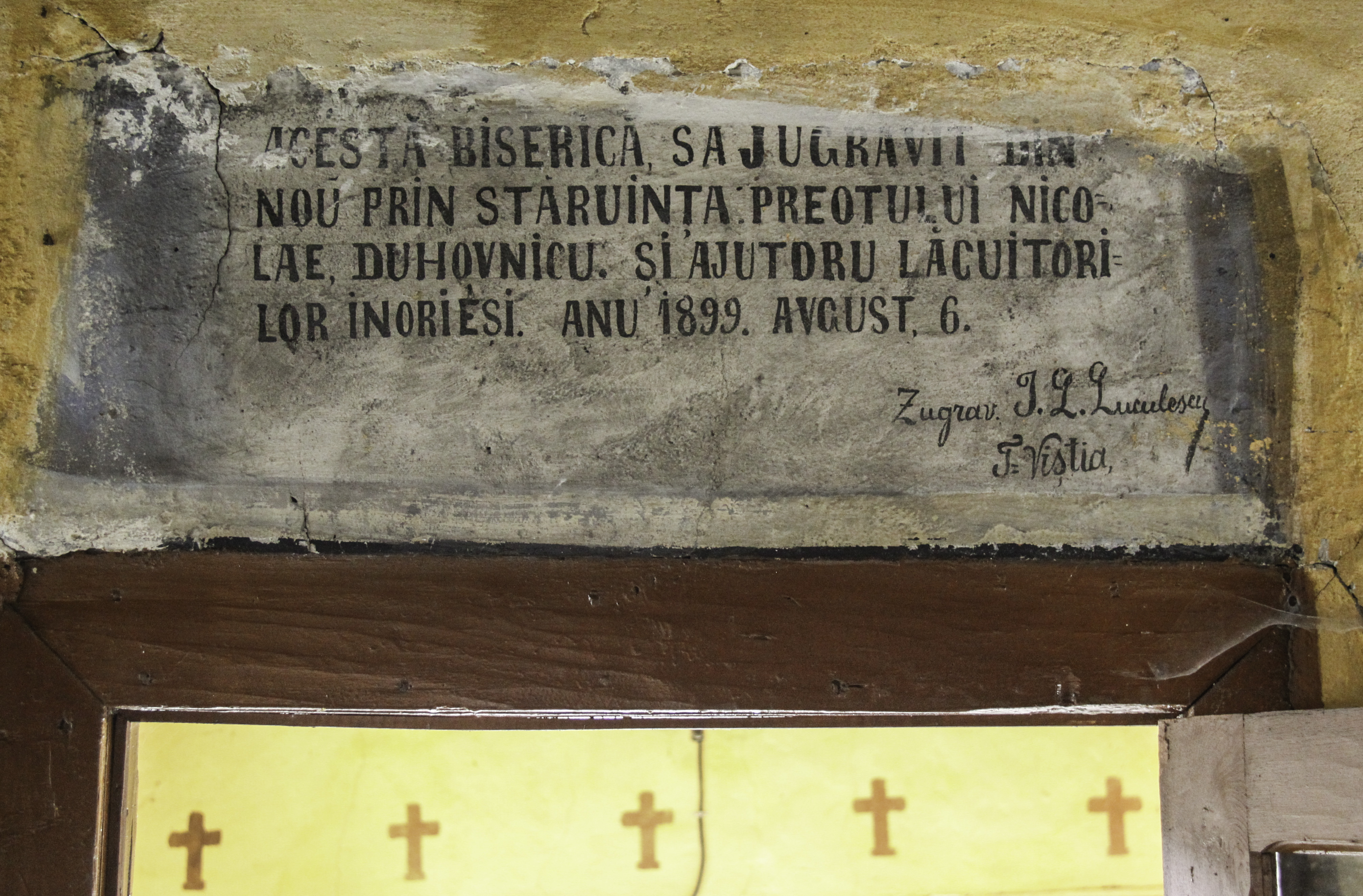
pisanie în tindă, 1899
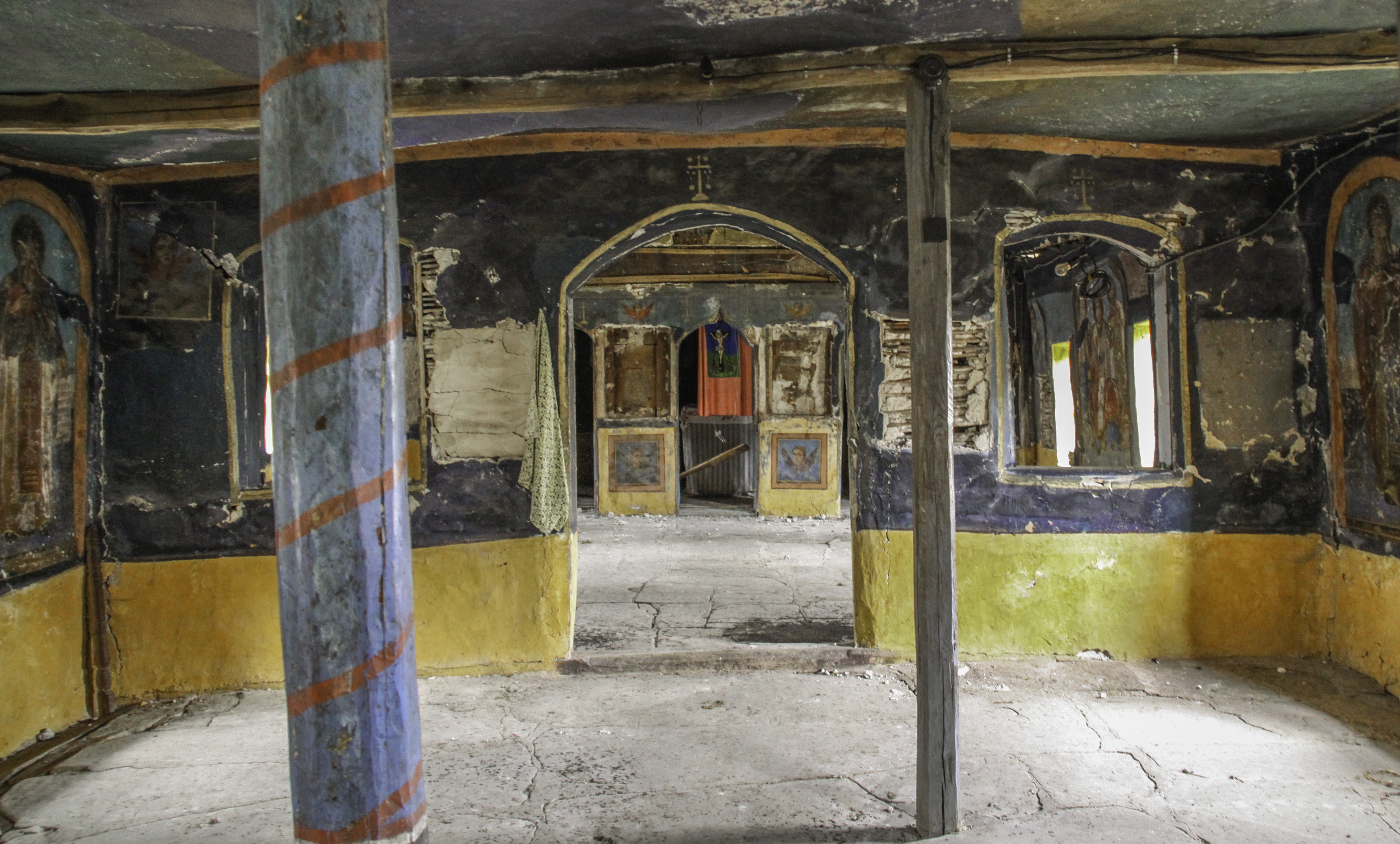
tinda, spre naos
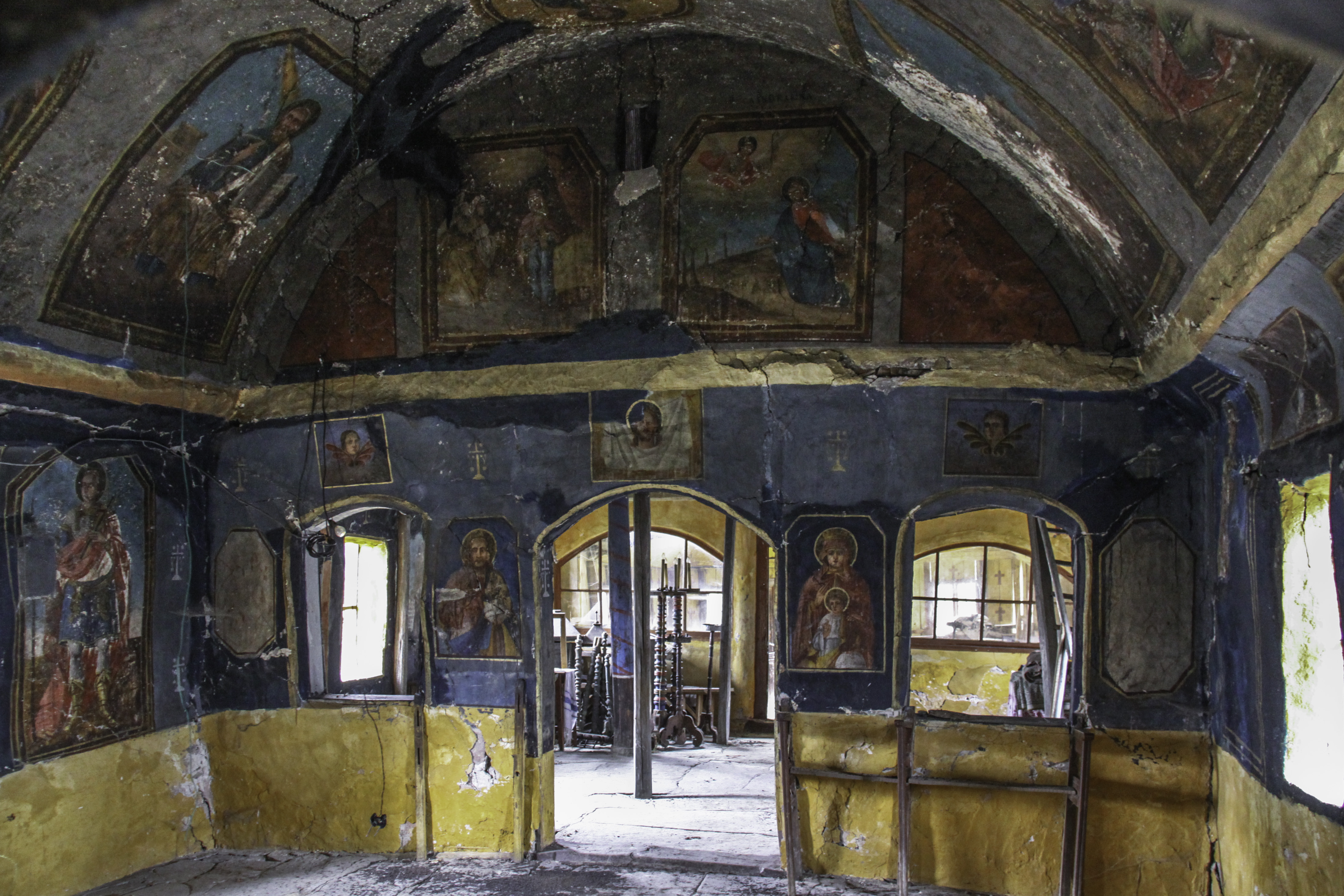
naos, spre tindă
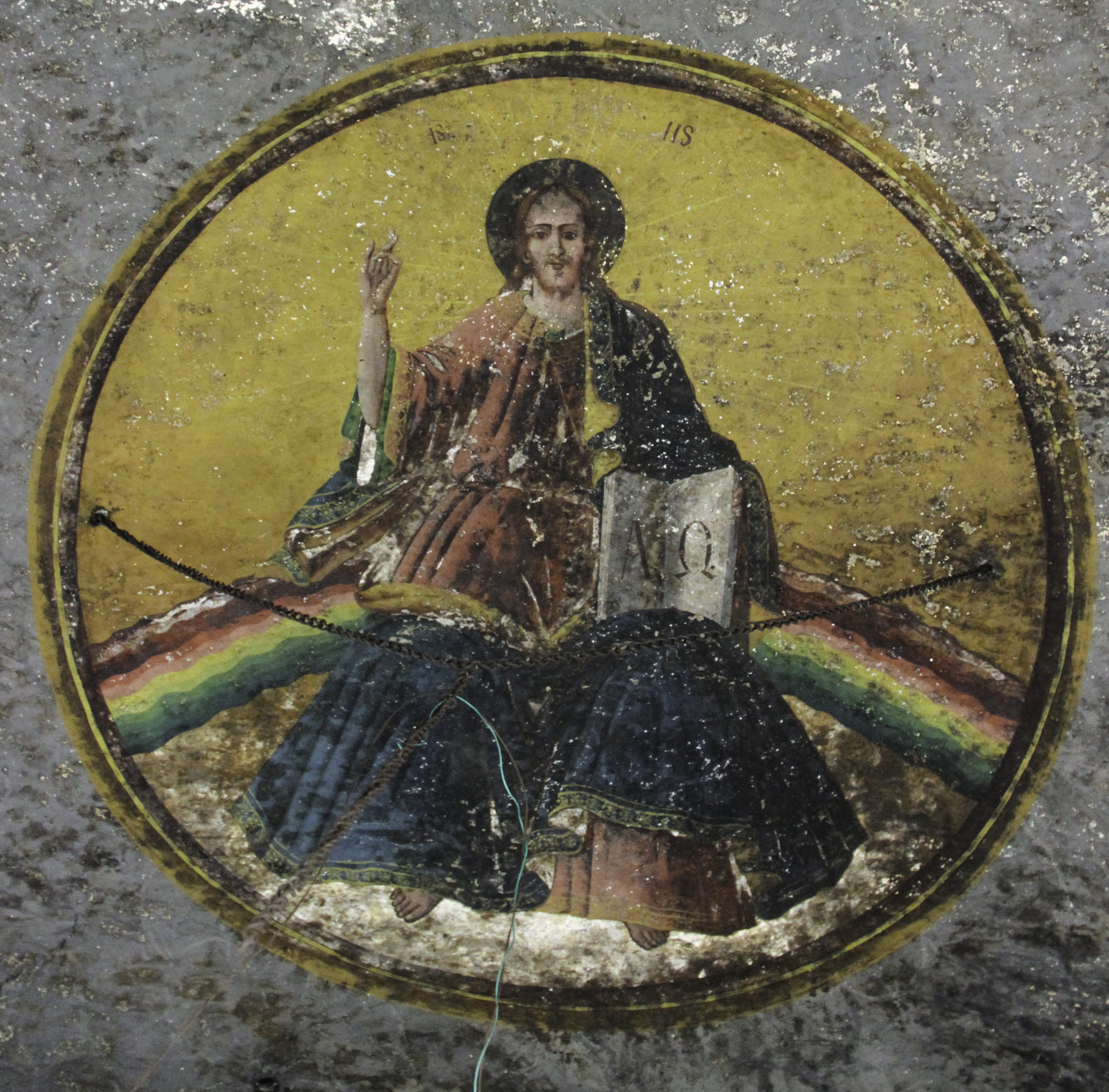
naos, Iisus învăţător, pictură pe boltă
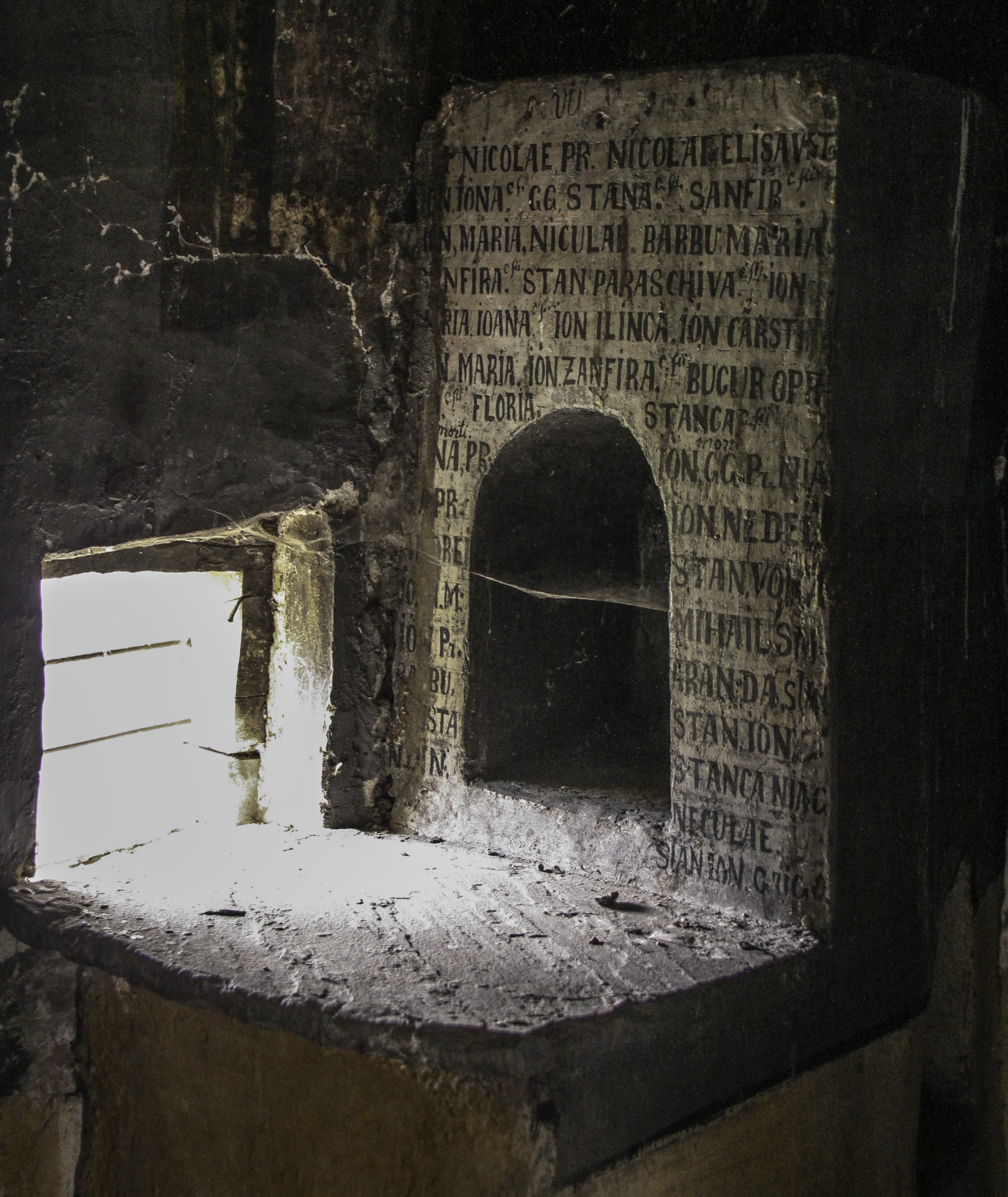
altar, pomelnicul ctitorilor
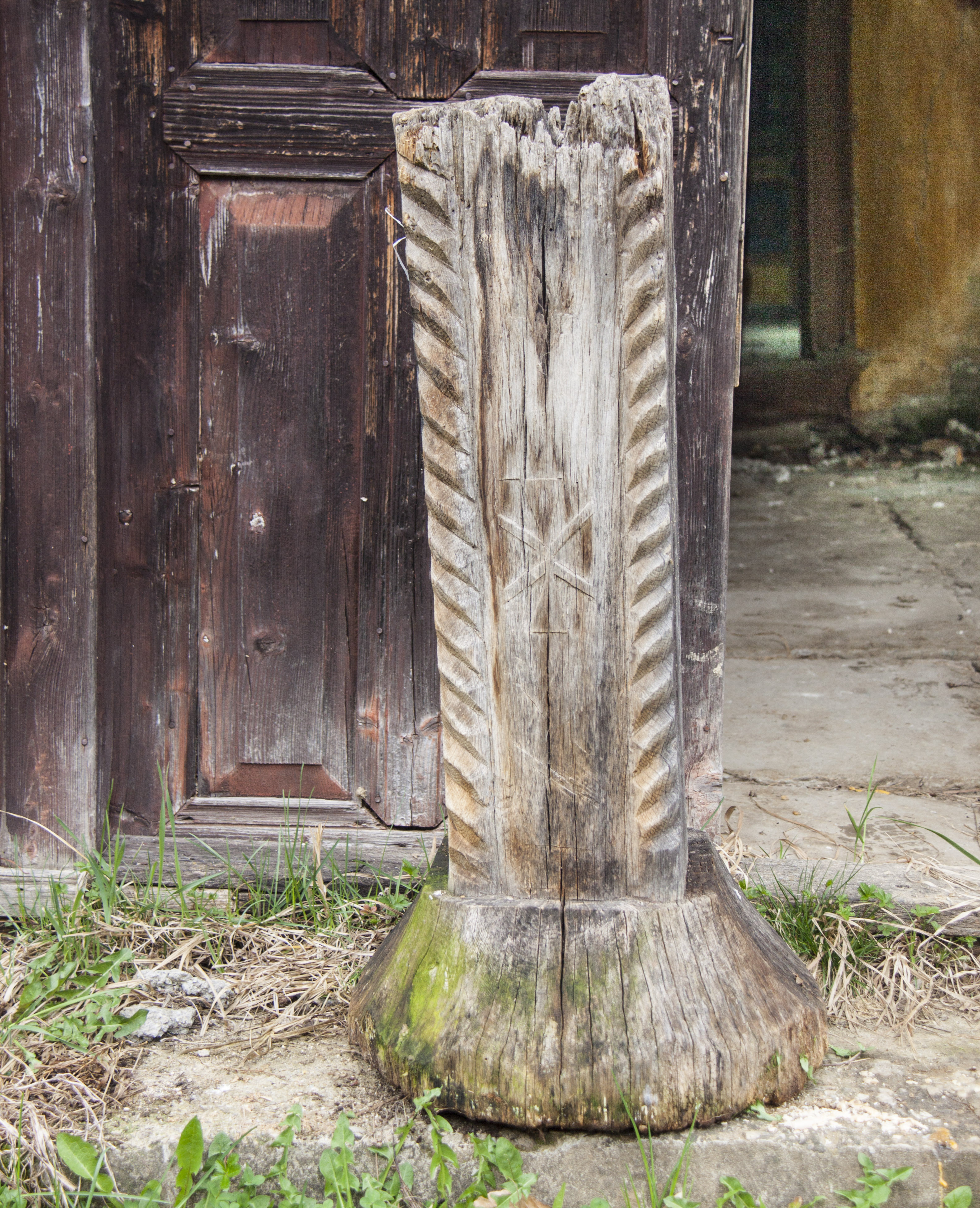
vechiul picior de altar
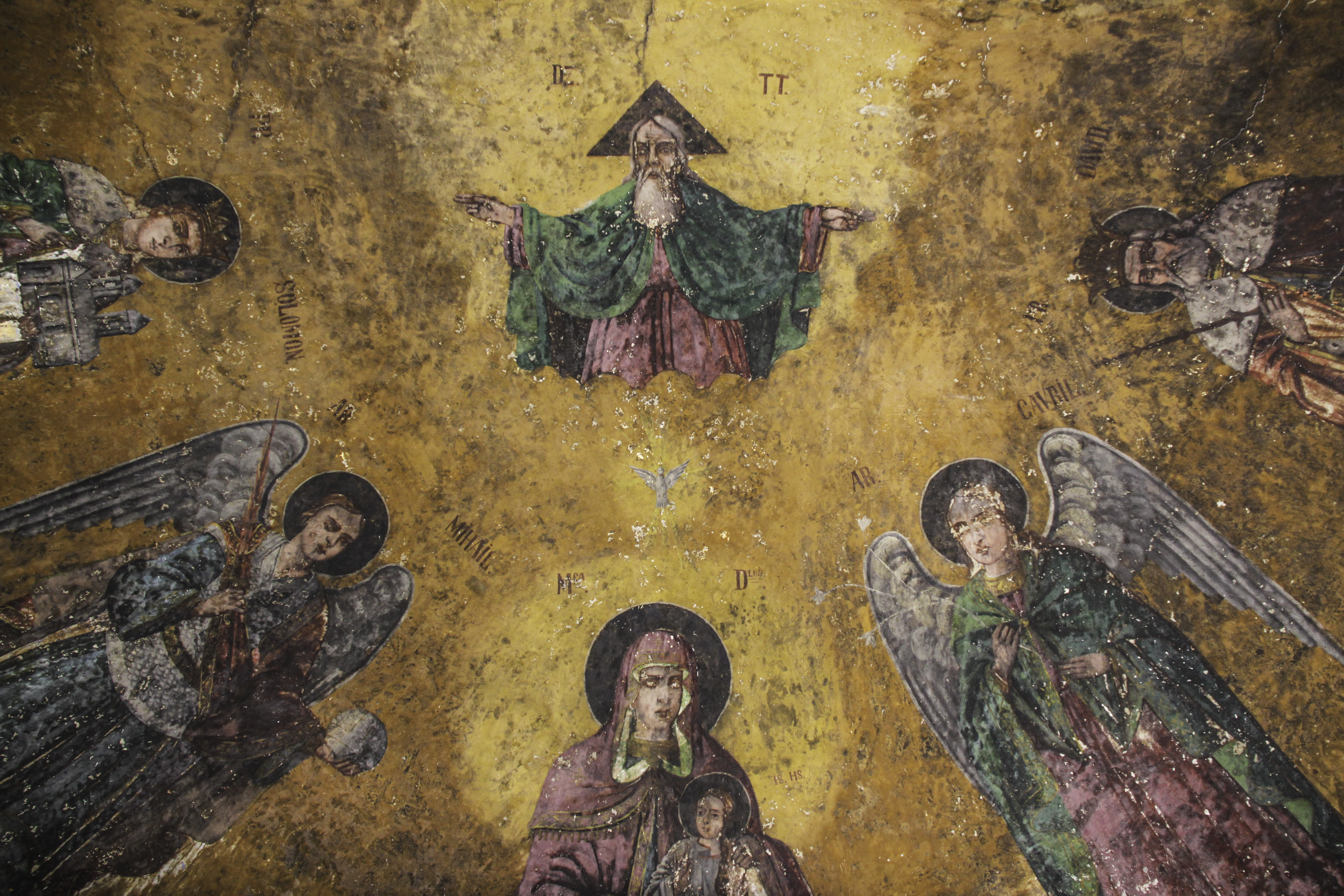
altar, pictura boltei
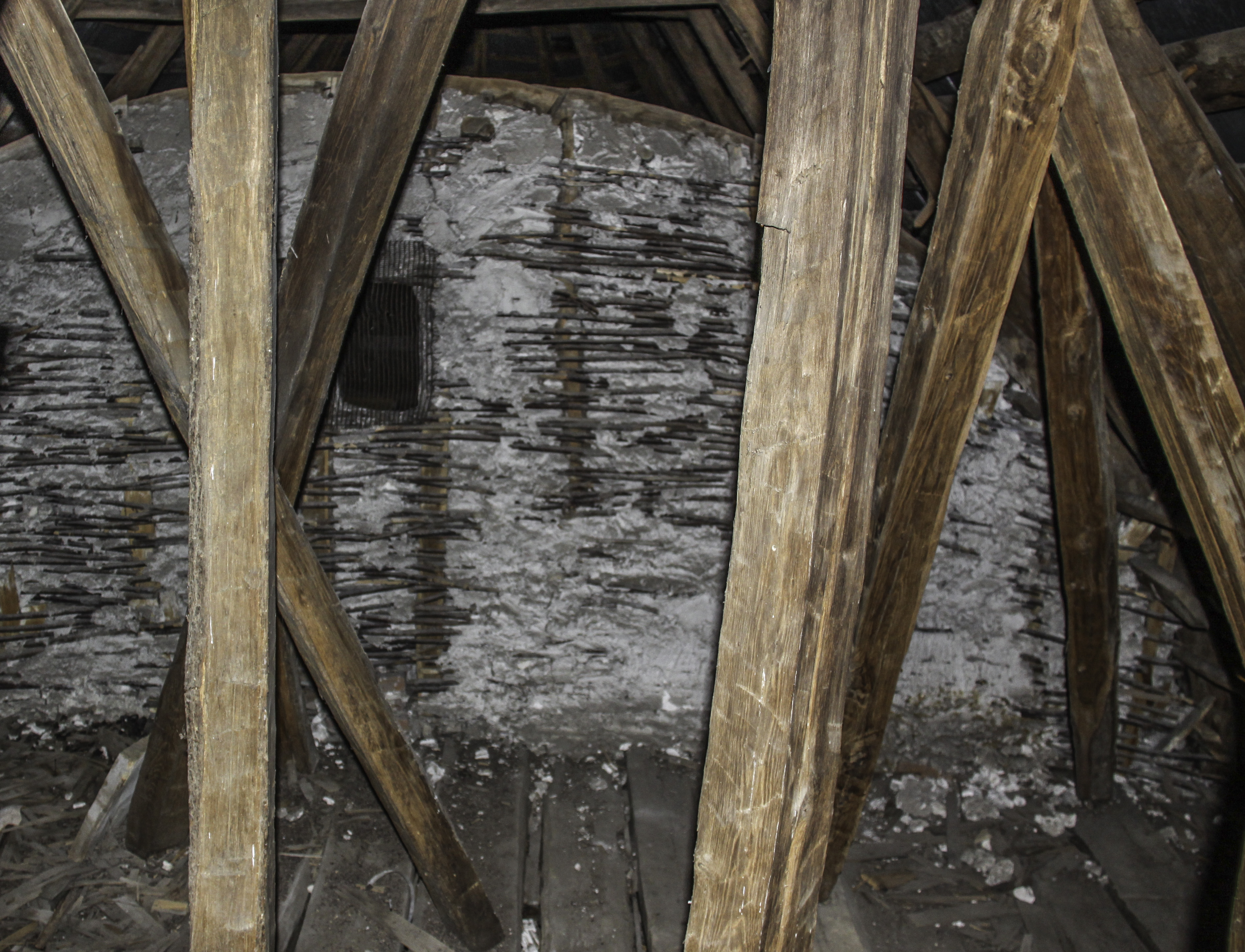
structura boltei, pod